# Octan izobutylu
Octan izobutylu – organiczny związek chemiczny, ester kwasu octowego i alkoholu izobutylowego. Jest popularnym rozpuszczalnikiem lakierów i nitrocelulozy. Jak wiele estrów, przy niskich stężeniach ma zapach owoców. Występuje naturalnie w jagodach i gruszkach. W wysokich stężeniach ma nieprzyjemny zapach i może powodować omdlenia, nudności oraz ból głowy.
Octan izobutylu ma trzy izomery – octan butylu, octan sec-butylu, octan tert-butylu.